# Lilly-Marie Vogler
Lilly-Marie Vogler (* 1999 in Hamburg) ist eine deutsche Schauspielerin.

## Leben
Vogler wurde 1999 in Hamburg geboren, wuchs jedoch in München auf. Ihr Studium ab 2018 an der Otto-Falckenberg-Schule beendete sie im Juli 2022. Anschließend spielte sie an den Münchner Kammerspielen. Seit der Spielzeit 2022/2023 ist Vogler festes Ensemblemitglied am Theater Regensburg. Sie ist außerdem in diversen Film- und Fernsehproduktionen zu sehen.

## Filmografie (Auswahl)
- 2020: Hubert ohne Staller – Daumen hoch (Episodenrolle)
- 2023: SOKO Leipzig – Schlag für Schlag (Episodenrolle)
- 2023: 37 Sekunden (3 Episoden)
- 2024: Alle Jahre wieder (Fernsehfilm)
- 2024: München Mord: Die indische Methode (Fernsehfilm)
- 2025: In aller Freundschaft – Die jungen Ärzte – Phantomschmerz (Episodenrolle)